# Phoradendron antioquianum
Phoradendron antioquianum är en sandelträdsväxtart som beskrevs av Kuijt. Phoradendron antioquianum ingår i släktet Phoradendron och familjen sandelträdsväxter. Inga underarter finns listade i Catalogue of Life.